# 倪光炯
倪光炯（1934年12月29日—）是一位中国物理学家、科普作家，目前担任上海复旦大学物理学首席教授，主要从事量子力学、场论与高能物理学研究。

## 生平
1934年出生于浙江宁波市，1951年考入上海交通大学，1952年因学校院系调整转至复旦大学就读，在1955年获得复旦大学物理系学士学位后，一直留校从事教学工作，并于1958年调入复旦大学物理二系原子核物理研究室，从此开始了他的研究工作。1960年与同为物理学教授的苏青结婚。并在1978年出版了他的第一本书。

## 著作
- 近代物理（与李洪芳合著，1979年上海科技出版社出版）
- 数学物理方法（与胡嗣柱合著，1988年复旦大学出版社出版）
- 莱文森定理、反常和真空相变（和陈苏卿合著，1995年上海科技出版社出版）
- 改变世界的物理学（与王炎森等合著，1998年复旦大学出版社出版第一版，1999年出版第二版）
- 高等量子力学（与陈苏卿合著，2000年复旦大学出版社出版第一版，2005年出版第二版）